# Mègacles I
Mègacles I (en grec Μεγακλῆς) fou un membre de la nissaga dels Alcmeònides, pare d'Alcmeó i avi de Mègacles II.
Fou arcont epònim d'Atenes durant el període 632-631 aC, quan Ciló va intentar apoderar-se, sense èxit, del govern. Mègacles ho va impedir i va ordenar l'assalt de l'Acròpoli, on s'havien refugiat els seguidors de Ciló, com a suplicants d'Atena, i l'assassinat de tots ells.
Per aquesta raó va ser acusat de sacrilegi per Miró de Flia, i obligat a exiliar-se de la ciutat, juntament amb els altres membres de la seva família, i sobre ells es va llançar la Maledicció dels Alcmeònides, que va afectar també els seus descendents, ja que la seva acció va atreure també sobre Atenes una impuresa de considerable transcendència política.